# Boevange-sur-Attert
Boevange-sur-Attert (luxemburgiska: Béiwen-Atert, tyska: Böwingen) är en kommun och en liten stad i centrala Luxemburg. Kommunen ligger i kantonen Mersch. Den hade år 2017, 2 375 invånare. Arean är 18,9 kvadratkilometer.